# Indonesische Badmintonmeisterschaft 2023
Die Indonesische Badmintonmeisterschaft 2023 fand vom 18. bis zum 23. Dezember 2023 in Jakarta statt.

## Austragungsort
- GOR Jakarta State University, Rawamangun, Ost-Jakarta

## Finalergebnisse
| Disziplin    | Sieger                                  | Finalist                                         | Ergebnis     |
| ------------ | --------------------------------------- | ------------------------------------------------ | ------------ |
| Herreneinzel | Muhammad Halim As Sidiq                 | Jelang Fajar                                     | 21-12, 21-14 |
| Dameneinzel  | Fitriani                                | Ni Ketut Winda S.                                | 21-14,21-9   |
| Herrendoppel | Akbar Bintang Cahyono Bobby Setiabudi   | Hardianto Reinard Dhanriano                      | 21-19, 28-26 |
| Damendoppel  | Anggia Shitta Awanda Putri Larasati     | Marsheilla Gischa Islami Puspa Rosalia Damayanti | 21-19, 21-11 |
| Mixed        | Bobby Setiabudi Melati Daeva Oktavianti | Akbar Bintang Marsheilla Gischa Islami           | 21-13, 22-20 |